# Mulambo Hamakuni Haimbe
Mulambo Hamakuni Haimbe (* 12. Mai 1976) ist ein sambischer Politiker der Vereinigten Partei für die nationale Entwicklung UPND (United Party for National Development), der seit 2021 Mitglied der Nationalversammlung (National Assembly of Zambia) sowie Justizminister im Kabinett von Staatspräsident Hakainde Hichilema ist. Seit dem 28. Dezember 2023 ist er zudem Außenminister Sambias.

## Leben
Mulambo Hamakuni Haimbe, Sohn des verstorbenen Brigadegenerals und Abgeordneten Enos Mulambo und dessen Ehefrau Dilys Nama Njolomba, absolvierte nach dem Besuch der Lusaka Central Primary School (1982 bis 1988) und der Kabulonga Boys Secondary School (1989 bis 1993) ein Studium der Rechtswissenschaften an der Universität von Sambia, welches er mit einem Bachelor of Laws (LL.B.) beendete. Er begann außerdem ein postgraduales Studium der Fächer Baurecht und Schiedsgerichtsbarkeit an der Robert Gordon University in Aberdeen, das er mit einem Master of Laws (LL.M. Construction Law and Arbitration) abschloss. Er nahm nach seiner anwaltlichen Zulassung eine Tätigkeit als Rechtsanwalt auf und erhielt im Juni 2001 auch seine Zulassung beim High Court for Zambia sowie im Juni 2004 beim Supreme Court of Zambia. Er arbeitete als Berater für Copperbelt Energy Corporation PLC und Barclays Bank Zambia PLC, bevor er im April 2011 als Partner der Kanzlei Malambo and Company in die Privatpraxis zurückkehrte. Im Januar 2012 übernahm Mulambo Haimbe die Rolle des geschäftsführenden Gesellschafters dieser Kanzlei.
Bei den Wahlen am 12. August 2021 wurde Mulambo Haimbe für die Vereinigte Partei für die nationale Entwicklung UPND (United Party for National Development) im Wahlkreis Lusaka Central erstmals zum Mitglied der Nationalversammlung (National Assembly of Zambia) gewählt. Am 7. September 2021 wurde er als Justizminister (Minister of Justice) in das Kabinett von Staatspräsident Hakainde Hichilema berufen. Im Parlament war er zwischen September 2021 und Juli 2002 Mitglied des Ausschusses für Privilegien und Abwesenheiten (Committee on Privileges and Absences) sowie des Parlamentarischen Reform- und Modernisierungsausschusses (Parliamentary Reforms and Modernisation Committee) und gehörte diesen beiden Ausschüssen seit September 2022 wieder an.
Haimbe ist verheiratet und Vater von vier Kindern.